# Segarcea
Segarcea est une petite ville du județ de Dolj, en Roumanie, à 25 km de Craiova, le chef-lieu du département. Comptant 8 075 habitants, elle est fameuse pour son vin blanc.

## Personnalités liées à la ville
- Vintila Horia (1915-1992), écrivain roumain d'expression française, lauréat du prix Goncourt 1960.